# Radclyffe Hall
Radclyffe Hall ur. jako Marguerite Radclyffe-Hall (ur. 12 sierpnia 1880, zm. 7 października 1943) – brytyjska poetka i pisarka. Jej najbardziej znanym dziełem jest The Well of Loneliness, wydane po polsku jako Źródło samotności.

## Życiorys
Marguerite Radclyffe Hall urodziła się w Bournemouth w hrabstwie Hampshire (obecnie Dorset) w 1880 roku. Jej ojciec porzucił ją i jej matkę wkrótce po jej narodzinach. Po ojcu odziedziczyła znaczną sumę. Uczęszczała do King's College w Londynie, a później kształciła się w Niemczech.
Hall była lesbijką. Dzięki niezależności finansowej, nawiązywała relacje z kobietami oraz ubierała się w typowo męskie ubrania. Ostatecznie wzięła jednak ślub z mężczyzną. W 1907 r. w uzdrowisku Homburg (w Niemczech) spotkała Mabel Batten, znaną śpiewaczkę-amatorkę. Batten (pseudonim „Ladye”) miała wtedy 51 lat. Starsza od Hall o 24 lata kobieta miała dorosłą córkę oraz wnuki. Oficjalny związek rozpoczęły po śmierci męża Batten, kiedy to zamieszkały razem. Mabel wprowadziła Hall do kręgu artystek i intelektualistek. To ona nadała Hall przydomek „John”, którego ta używała do końca życia oraz zachęcała ją do publikacji poezji.
W 1915 roku Hall zakochała się w kuzynce Mabel Batten — Unie Troubridge (1887–1963), rzeźbiarce i żonie admirała. Mabel zmarła w 1916 roku, a rok później Hall i Troubridge zamieszkały razem. Związek ten trwał aż do śmierci Hall. W 1934 roku Hall nawiązała długotrwały romans z rosyjską emigrantką Evguenią Souline, który Troubridge bardzo ciężko znosiła. Hall przez lata angażowała się w romanse z innymi kobietami, w tym z piosenkarką bluesa Ethel Waters. Hall i Troubridge mieszkały w Londynie, zaś w latach 30. XX wieku przeniosły się do małej miejscowości Rye (w East Sussex), znanej jako miejsce życia pisarzy.
Hall i jej partnerka Una Troubridge sympatyzowały z brytyjskimi faszystami. Sama Troubridge po śmierci partnerki wyprowadziła się do rządzonych przez Mussoliniego Włoch. 
Hall zmarła na raka w wieku 63 lat. Została pochowana na cmentarzu Highgate w północnym Londynie. Grobowiec zawierający jej szczątki znajduje się w Circle of Lebanon, w połowie drogi od strony wejścia Egyptian Avenue.
W 1930 roku Radclyffe Hall otrzymała Złoty Medal Eichelbergher Humane Award. Była członkinią PEN Clubu, Rady Towarzystwa Badań Psychicznych i Londyńskiego Towarzystwa Zoologicznego.
Radclyffe Hall została wymieniona na 16. miejscu w zestawieniu 500 najważniejszych lesbijek i gejów bohaterów w Pink Paper.

## Powieści
Pierwszą powieścią Hall była The Unlit Lamp, opowiadająca historię Joan Ogden, młodej dziewczyny, która marzy o zamieszkaniu w Londynie ze swoją przyjaciółką Elizabeth (tzw. Bostońskie małżeństwo). Długość opowieści i jej ponura tematyka sprawiły, że ciężko jej było odnieść sukces komercyjny. W następnej publikacji, komedii społecznej pt. Forge, Hall świadomie wybrała lżejsze tematy. We wczesnych utworach autorka podpisywała się pełnym imieniem i nazwiskiem. Z czasem skróciła je do M. Radclyffe Hall. Książka pojawiła się na liście bestsellerów O'London John's Weekly. The Unlit Lamp była pierwszym utworem, gdzie autorka podpisała się jako Radclyffe Hall. Następnie powstały powieści A Saturday Life (1925), oraz Adam's Breed (1926). Mistyczne elementy ostatniej powieści budziły skojarzenia z książką Hermanna Hesse'a Siddhartha. Dzieła Hall cieszyły się popularnością. Pisarka była laureatką nagród Prix Femina oraz James Tait Black Prize.

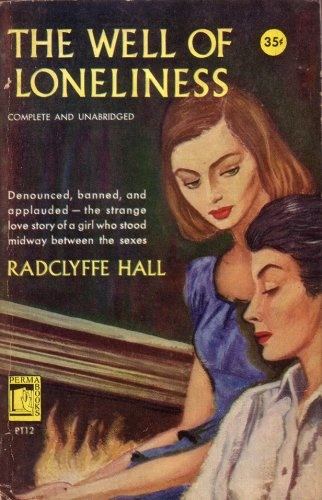
Okładka Źródła samotności z 1951 roku

### Źródło samotności
Hall zasłynęła przede wszystkim jako autorka powieści Źródło samotności – jedynej z jej ośmiu powieści, która ma jawny wątek lesbijski. Opublikowana w 1928 roku książka opisuje życie Stephena Gordona, męskiej lesbijki, którą sama Hall określa jako congenital invert. Choć postawa Gordon wobec własnej seksualności była naznaczona bolesnymi doświadczeniami, powieść przedstawia lesbianizm jako naturalny i promuje tolerancję.
Pomimo że Źródło samotności nie zawiera treści pornograficznych, książka stała się przedmiotem procesu sądowego w Wielkiej Brytanii, w związku z zarzutem o nieprzyzwoitość. W wyniku tegoż procesu wszystkie egzemplarze powieści sukcesywnie niszczono. Stany Zjednoczone pozwoliły na publikację książki po długiej walce sądowej. W czasach współczesnych Źródło samotności ukazuje się nakładem Virago w Wielkiej Brytanii i Anchor Press w Stanach Zjednoczonych. Książka zajęła siódmą pozycję na sporządzonej przez The Publishing Triangle w 1999 r. liście 100 najlepszych powieści gejów i lesbijek.
Powieść została przetłumaczona na polski jako Źródło samotności i wydana przez wydawnictwo Rój w 1933. W roku 2025 wydawnictwo Znak wydało nowe tłumaczenie Agaty Ostrowskiej z przedmową napisaną przez Renatę Lis.

## Dzieła

### Powieści
- The Forge (1924)
- The Unlit Lamp (1924)
- A Saturday Life (1925)
- Adam's Breed (1926)
- Miss Ogilvy Finds Herself (1926)
- The Well of Loneliness (1928) (wyd. polskie Źródło samotności Warszawa 1933)
- The Master of the House (1932)
- The Sixth Beatitude (1936)

### Poezja
- Dedicated to Sir Arthur Sullivan
- Twixt Earth and Stars
- A Sheaf of Verses: Poems
- Poems of the Past & Present
- Songs of Three Counties and Other Poems
- The Forgotten Island
- Rhymes and Rhythms

## Dodatkowe informacje
- Baker, M. (1985). Our Three Selves. The Life of Radclyffe Hall (New York: William Morrow)
- Cline, Sally. (1999) Radclyffe Hall: A Woman Called John (Overlook Press)
- Souhami, Diana (1998). The Trials of Radclyffe Hall (London: Weidenfeld & Nicolson)
- Troubridge, Una (1961): The Life and Death of Radclyffe Hall (London: Hammond)